# Björn Schnake
Björn Schnake (* 13. Dezember 1971 in Hildesheim) ist ein deutscher Behindertensportler und Tischtennisspieler in der Startklasse TT7.

## Leben und Karriere
Björn Schnake spielt Tischtennis in der Startklasse TT7. Mit der deutschen Tischtennis-Nationalmannschaft nahm er an den Paralympischen Sommerspielen 2020 in Tokio teil. Mit seinem Partner Thomas Rau wurde er im Doppel Dritter und gewann damit eine Bronzemedaille.
Für diesen Erfolg erhielten er und Thomas Rau am 8. November 2021 von Bundespräsident Frank-Walter Steinmeier das Silberne Lorbeerblatt.